# Пеэгель, Юхан Максимович
Ю́хан Макси́мович Пе́эгель (эст. Juhan Peegel, 19 мая 1919, Рейна, Сааремаа — 6 ноября 2007, Тарту) — эстонский журналист, учёный-лингвист, писатель. Член-корреспондент АН Эстонской ССР (1977).

## Биография
В Красной армии с 9 сентября 1940 года (как военнослужащий эстонской армии), участник Великой Отечественной войны.
В 1951 году окончил Тартуский государственный университет по специальности эстонский язык и литература. С 1947 по 1952 год сотрудничал в газете «Эдаси».
В 1951 году начал преподавать в Тартуском государственном университете. С 1957 года — доцент, с 1964 по 1967 год был деканом историко-языкового факультета,
с 1976 года — профессор. Под руководством Юхана Пигеля в Тартуском университете готовили журналистов, он основал факультет журналистики в университете в 1976 году, а в 1979 году стал заведующим кафедрой журналистики. В 1993 году стал почётным профессором.
Защитил кандидатскую диссертацию в 1954 году, докторскую диссертацию — в 1973 году, став первым доктором наук по журналистике в Эстонии.
Член КПСС с 1966 по 1989 год.
В 1977 году избран член-корреспондентом АН Эстонской ССР. С 1 сентября 1989 года, в связи с изменением статуса членства в академии — «Член академии» (академик).
Вошёл в составленный в 1999 году по результатам письменного и онлайн-голосования список 100 великих деятелей Эстонии XX века.

## Награды
- Орден Государственного герба 4 степени (1996)[8]
- Орден Отечественной войны 2 степени[9]